# Agathelpis angustifolia
Agathelpis angustifolia là một loài thực vật có hoa trong họ Huyền sâm. Loài này được Choisy mô tả khoa học đầu tiên năm 1824.